# Serranus tortugarum
A Serranus tortugarum a sugarasúszójú halak (Actinopterygii) osztályának sügéralakúak (Perciformes) rendjébe, ezen belül a fűrészfogú sügérfélék (Serranidae) családjába tartozó faj.

## Előfordulása
A Serranus tortugarum előfordulási területe az Atlanti-óceán nyugati felének a középső része. Florida déli részétől a Bahama-szigetekig, Hondurasig és a Virgin-szigetekig sokfelé megtalálható. Valószínűleg az egész Karib-térségben elterjedt.

## Megjelenése
Ez a halfaj elérheti a 8 centiméteres hosszúságot is. A hátúszóján 10 tüske és 12 sugár van. A háti része vöröses, a hasi része fehér. A hátán és oldalain fehér függőleges csíkok láthatók. A hasán példánytól függően különböző mértékben, vörösesen mintázott.

## Életmódja
Trópusi, tengeri hal, amely a korallszirtek peremén és a homokos tengerpartok mentén él. 12-400 méteres mélységek között tartózkodik. Gyakran kis rajokban úszik és keresi táplálékát a mederfenék törmeléke fölött. Főleg planktonnal táplálkozik.

## Szaporodása
A nemet váltó halfajok egyike. A nyílt vízben ívik. Az ikrák szabadon sodródnak.

## Felhasználása
Az akváriumok számára kereskedelmi halászata folyik.

## Képek

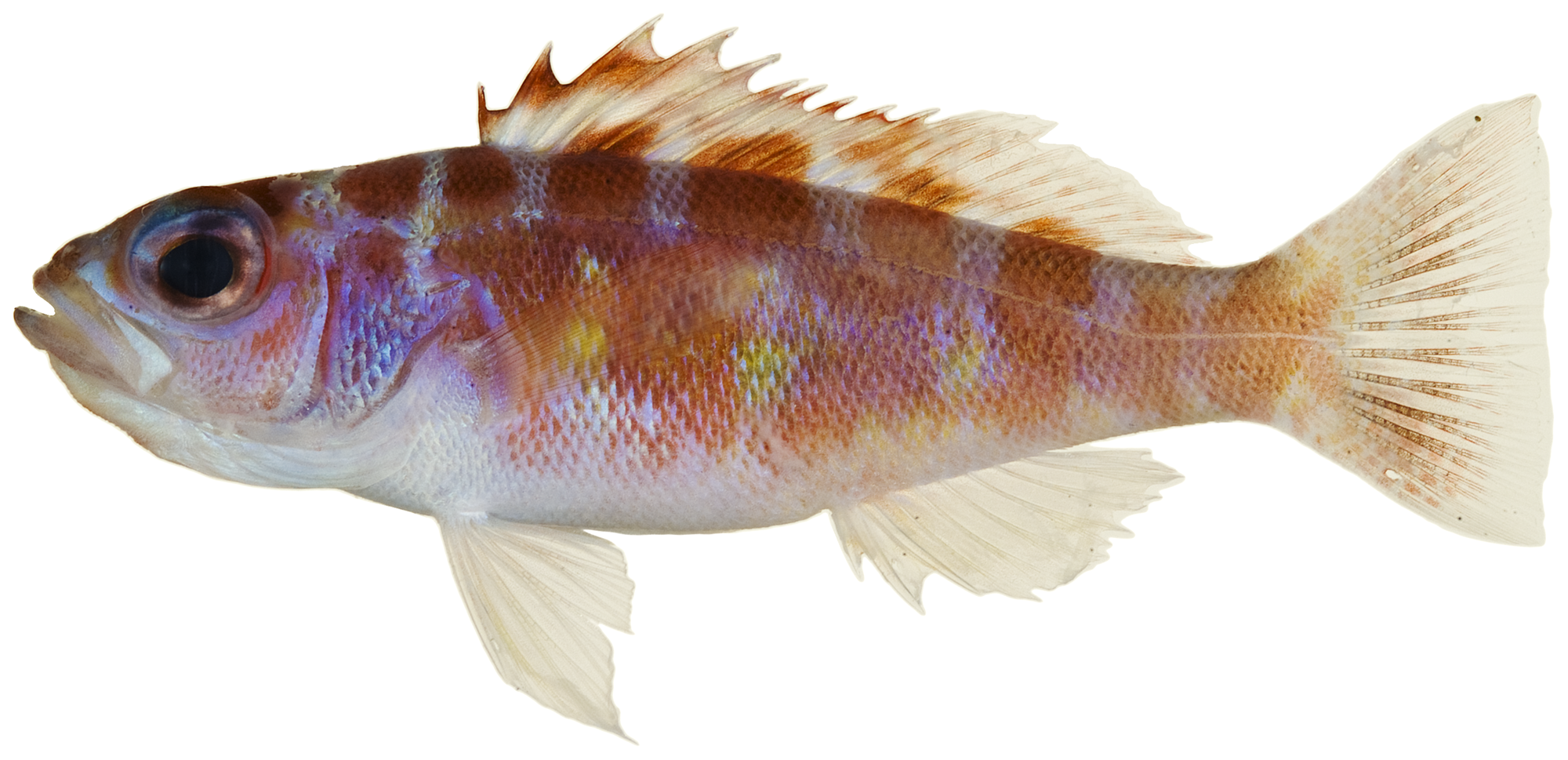
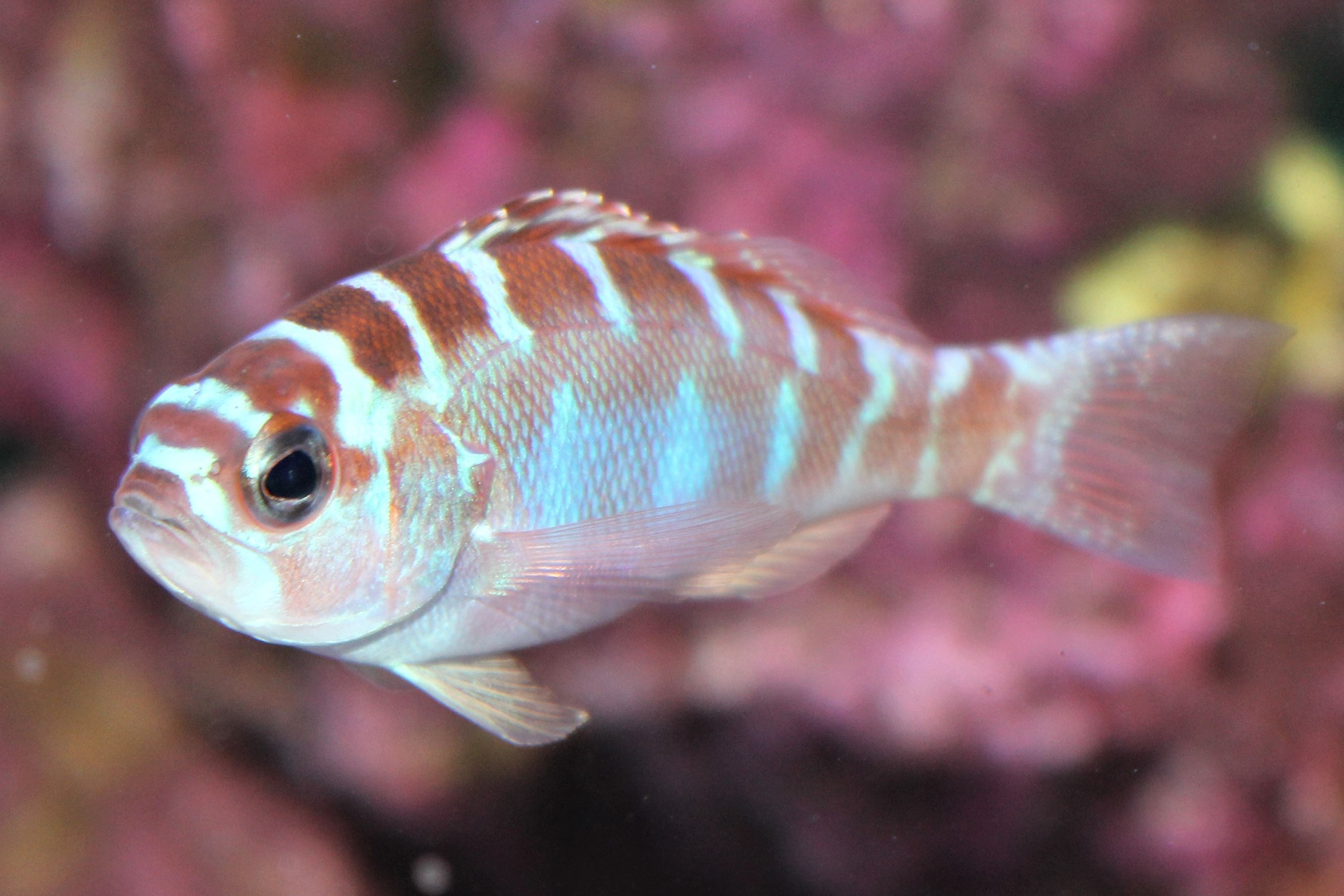